# Библиотека у Kостолцу
Библиотека у Kостолцу основана је одлуком Народног одбора општине Костолац од 15. децембра 1953. године, као Градска читаоница и библиотека, док је у периоду између два светска рата, у рударским колонијама у Костолцу и Кленовнику постојале читаонице са књижницама.  

## Историјат
Први управник и књижничар Градске читаонице и библиотеке у Костолцу била је Милица Јарошевић. Библиотека је постојала као самостална установа све до децембра 1962. године када је припојена Радничком универзитету у Костолцу. Књижничар Рада Павловић  била је управница Библиотеке све до 1968. године. Преласком у нове просторије, 1972. године, Библиотека почиње да се доказује као установа која има незаменљиво место у богаћењу културног живота Костолца. Руководилац Библиотеке од 1973. године до 1987. године била је виши књижничар Душица Шегрт. Након ње, руководство преузима Златија Манојловић, дугогодишњи књижничар, заслужна за формирање каталога књига. 
Оснивањем Центра за културу у Пожаревцу, Библиотека у Костолцу улази у његов састав као одељење Народне библиотеке у Пожаревцу, једне од најстаријих установа културе у Србији. У саставу пожаревачке библиотеке остаје и после њеног осамостаљивања 1994. године и наставља са својим радом на ширењу културе, како богаћењем свог фонда, тако и организовањем књижевних сусрета и ликовних изложби. У годинама које следе, она приступа oсавремењавању свог рада, као и новом маркетиншком приступу у пословању, а увођење аутоматизације у рад постаје императив. Било је неопходно Библиотеку представити као установу која није само сервис за позајмљивање књига, већ као једину преосталу институцију културе и значајног учесника у културном животу града, у време када Костолац још увек није имао свој Центар за културу. Тако је Библиотека у наредном периоду била домаћин бројних културно-уметничких активности у граду и покретач неколико манифестација. Своја врата отворила је бројним писцима, професорима, уметницима и академицима. Прилика да представе своја дела и узму учешће у бројним активностима у организацији Библиотеке, пружена је и завичајним писцима и осталим заљубљеницима у културу и у писану реч.

## Библиотека данас
Од осамостаљивања пожаревачке Народне библиотеке „Илија М. Петровић”, у њеном Огранку у Костолцу, прво под руководством Славице Пејовић, првог дипломираног библиотекара, потом Бранке Пражић, првог вишег дипломираног библиотекара и сада Ренате Минић, првог дипломираног библиотекара саветника, много се тога променило и унапредило. Данас, ова установа има добро опремљен књижни фонд који чине: белетристика, дечија и стручна литература, збирка периодике и старе књиге. Он се увећава како куповином књига, тако и поклонима појединих читалаца и пријатеља библиотеке. Библиотеке и установе културе одувек су зависиле од помоћи својих мецена. И данас пријатељи библиотеке (приватна лица, синдикати, предузетници) помажу, не само да се повећа њен књижни фонд, већ и да се осавремени и оплемени њен простор.
Преко матичне Библиотеке у Пожаревцу, костолачка Библиотека укључена је у систем узајамне каталогизације COBISS.SR. Годишње се у Библиотеку уписује око 1500 чланова. Сваке године остварује се колективни упис скоро свих синдикалних подружница у општини, као и бесплатан упис предшколске и школске деце, студената, суграђана старијих од шездесет и пет година, добровољних давалаца крви и органа и лица са инвалидитетом. 
Библиотека се може похвалити одличном сарадњом са свим културно-просветним организацијама у Костолцу, попут Центра за културу „Костолац”, Основне и Техничке школе, као и са културно-уметничким удружењима и синдикатима. 
Поред осавремењивања простора и фонда и организовања бројних културних дешавања, Библиотека је изузетно поносна на свој афирмативни рад са младима. Покретач је и организатор бројних радионица на којима млади могу да негују свој таленат и стичу нова знања из њима занимљивих области. Свој рад на овом пољу, Библиотека је започела са драмском и ликовном радионицом, радионицом Читамо вам причу и радионицом плетења.  Данас се у Библиотеци одржавају радионице: ликовна, библиотекарска, кројачка, декупаж, калиграфска, посластичарска, радионица Лепо понашање, керамичарска, мађионичарска, психолошка, радионица француског језика, Чајанка са књигом, Причаоница за децу и радионица Љубитељи фантастике. 
Љубитељи фантастике своје окупљање започели су 13. маја 2016. године. У пријатној атмосфери библиотеке, група се редовно окупља и вредно ради. Стално им се придружују нови чланови. Радионица је намењена креативном изражавању, виђењу фантастике и митологије из личног угла, креирању сопственог фиктивног света, као и истраживању односа између ликова из књига, стрипова, серија и филмова из те области. Циљ је да се окупе истомишљеници, без обзира на старост, који ће моћи да размењују своја искуства из области фантастике. С обзиром на чињеницу да се велики број конкурса за писање прича објављује на интернету, радионица служи као посредник између талентованих локалних писаца фантастике и конкурса. Самим тим се подстиче креативно писање.
Ова радионица је јединствена јер удружења љубитеља фантастике има свега неколико у Србији. Костолчани привлаче пажњу све већег броја заљубљеника у фантастику из целе Србије, али и велико интересовање и поштовање писаца фантастике. Успостављена је сарадња са Друштвом љубитеља фантастике Лазар Комарчић из Београда, са Удружењем Аутостоперски водич кроз фантастику из Београда, са Удружењем љубитеља фантаситке Ordo DracoNiš из Ниша и са Часописом за фолклорну фантастику Омаја. Радионицу воде библиотекари, који су и сами заљубљеници у тај све популарнији жанр.
Полазећи од чињенице да деца треба да заволе библиотеку и да она треба да им остане блиска кроз читав живот,  Библиотека у Костолцу велику пажњу  поклања раду са најмлађим читаоцима. Сарадња са Вртићем „Мајски цвет” Костолац постоји већ дужи низ година, али од почетка 2017. године, направљен је договор да деца са васпитачицама долазе сваког петка у Библиотеку, у преподневним сатима, да позајме књиге и уживају у читању прича и саветима о лепом понашању. Пројекат је прихваћен са великим одушевљењем како наших најмлађих читалаца, тако и њихових родитеља.
Већ годинама, у Библиотеци у Костолцу, поводом Светског дана књиге и ауторских права, организује се ликовни и литерарни конкурс и такмичење рецитатора ученика Основне школе „Јован Цвијић“ Костолац (са школама у Селу Костолац, Петки, Кленовнику и Острову) и ученика Техничке школе са домом ученика „Никола Тесла“ Костолац. Сваке године је све веће интересовање за овај конкурс и такмичење, јер омладина Градске општине Костолац добија прилику да искаже свој таленат и креативност и да за то буде награђена.
Много година је прошло од оснивања прве читаонице у Костолцу и од племените тежње ентузијаста и заљубљеника у писану реч да књига постане саставни део живота суграђана. Та тежња траје и данас, јер у новим условима која доносе садашња и будућа времена, заувек остају основе библиотечке делатности, као и љубав према књизи. Библиотека наставља да буде на услузи својим корисницима.